# William Aalto
William Aalto (Bronx, 30 luglio 1915 – New York, 11 giugno 1958) è stato un attivista statunitense di origine finlandese.

## Biografia

### Primi anni
Figlio di immigrati finlandesi negli Stati Uniti d'America, nacque nel quartiere del Bronx, New York, il 30 luglio 1915. Sua madre, membro militante del Partito Comunista Finlandese, era fuggita negli Stati Uniti a causa delle sue convinzioni politiche radicali. Si iscrive nel partito comunista locale, educando il figlio all'ideologia marxista. Dopo aver lasciato la scuola, lavorò come autista di camion e fu membro della Lega dei Giovani Comunisti.

### Guerra civile spagnola
Giunse in Spagna il 17 febbraio 1937, unendosi alle Brigate internazionali ad Albacete. Nel marzo 1937 si iscrisse al Partito comunista spagnolo. Durante la guerra, si offrì volontario per pericolose operazioni di guerriglia. Lavorò con diversi brigatisti internazionali come Alex Kunslich e Irving Goff e fu addestrato da istruttori sovietici nell'uso di esplosivi sensibili alla pressione per distruggere binari ferroviari, ponti e linee elettriche. Uno dei loro obiettivi era la distruzione del ponte principale di alimentazione che attraversa il fiume Albarracín. L'operazione potrebbe essere stata l'ispirazione del romanzo di Ernest Hemingway, Per chi suona la campana.
Alla fine del 1937 partecipò alla Battaglia di Teruel lavorando dietro le linee nemiche, ancora una volta con Kunslich, Goff e altri guerriglieri spagnoli.
Il 23 maggio 1938, diventato tenente, riuscì a portare a termine l'operazione anfibia di Carchuna, nella località di Motril, sulla costa meridionale della Spagna, che permise il salvataggio di 300 prigionieri repubblicani detenuti nel Forte di Carchuna. Questa incursione costituisce l'unica operazione del suo genere mai intrapresa dall'esercito spagnolo.
Nel settembre 1938 con una sconfitta repubblicana in vista, il battaglione Abraham Lincoln venne ritirato dal fronte e poco dopo si sciolse. William Aalto a quel punto ritornò negli Stati Uniti.
Durante la sua permanenza in Spagna, Aalto scrisse: "Un soldato politicamente consapevole di aver  ragione... farà bene il suo lavoro."

### Seconda guerra mondiale
Nel 1941 l'ex compagno d'armi di Aalto, Irving Goff, lo raccomandò per l'assunzione presso l'Office of Strategic Services. In quel momento Aalto confessò a Goff di essere omosessuale. Goff e gli altri veterani della Brigata Abraham Lincoln segnalarono il fatto al capo dell'organizzazione, il generale William Joseph Donovan, chiedendo di rimuovere William dalla loro squadra. Nel 1942 Aalto venne così trasferito in un campo di addestramento a Camp Ritchie, nel Maryland. Nel settembre 1943 a causa di un incidente una granata gli recise il braccio all'altezza del polso.

### Dopo la guerra
Con l'aiuto della sua pensione di invalidità e di G.I. Bill, proseguì la sua formazione, studiando poesia alla Columbia University. In quegli anni, scrisse diversi pezzi pubblicati sul giornale marxista statunitense The New Masses.
Viaggiò poi in Europa, dove incontrò il poeta Wystan Hugh Auden. Anche se continuò ancora a scrivere poesie in compagnia di altri scrittori, Aalto cominciò a dedicarsi di meno alla poesia e cominciò a bere, spesso diventando violento. Negli ultimi anni della sua vita ebbe una relazione con il poeta James Schuyler.
Morì di leucemia l'11 giugno 1958, e fu sepolto al Long Island National Cemetery.